# 小行星4292
小行星4292（4292 Aoba）是一颗绕太阳运转的小行星，为主小行星带小行星。该小行星于1989年11月4日发现。
該小行星以日本宮城縣仙台市的青葉城命名。

## 轨道参数
小行星4292的轨道半长轴为2.7491256 UA，离心率为0.050。